# Zapasy na Igrzyskach Ameryki Środkowej i Karaibów 1986
Turniej w ramach Igrzysk w Santiago de los Caballeros 1986 roku

## Tabela medalowa
Gospodarz zawodów został zaznaczony kolorem.
| Poz.  | Państwo    |    |    |    | Łącznie |
| ----- | ---------- | -- | -- | -- | ------- |
| 1.    | Kuba       | 20 | 0  | 0  | 20      |
| 2.    | Wenezuela  | 0  | 5  | 9  | 14      |
| 3.    | Kolumbia   | 0  | 5  | 3  | 8       |
| 4.    | Meksyk     | 0  | 5  | 1  | 6       |
| 5.    | Portoryko  | 0  | 2  | 3  | 5       |
| 6.    | Dominikana | 0  | 2  | 1  | 3       |
| 7.    | Panama     | 0  | 1  | 3  | 4       |
| Razem | Razem      | 20 | 20 | 20 | 60      |

## Wyniki

### W stylu klasycznym
| Waga   | złoty                 | srebrny                | brązowy            |
| ------ | --------------------- | ---------------------- | ------------------ |
| 48 kg  | Radamés Castellón     | Gustavo Delgado        | José Martínez      |
| 54 kg  | Reinaldo Jiménez      | Bernardo Olvera        | Oscar Muñoz        |
| 58 kg  | Amadoris González     | Jesús Vale             | Javier Rincón      |
| 63 kg  | Andrés Alexis Jiménez | Juan Mora              | Arturo Oporta      |
| 69 kg  | Rafael Sánchez        | Joselio Mosquera       | Abel Franco        |
| 76 kg  | Víctor Romero         | José Betancourt        | Jairo Guerrero     |
| 85 kg  | Juan Conde            | Evelio de Jesús Suárez | Ubaldo Rodríguez   |
| 90 kg  | Guillermo Cruz        | José Tovar             | Jose de los Santos |
| 97 kg  | Wilfredo Pelayo       | Eligio Vásquez         | Juan García        |
| 130 kg | Arturo Díaz           | Manuel Coke            | Jorge Añez         |

### W stylu wolnym
| Waga   | złoty             | srebrny         | brązowy          |
| ------ | ----------------- | --------------- | ---------------- |
| 48 kg  | Pedro Zayas       | Gustavo Delgado | José Martínez    |
| 54 kg  | José Rodríguez    | Bernardo Olvera | César Herrera    |
| 58 kg  | Alejandro Puerto  | Javier Rincón   | Jorge González   |
| 63 kg  | Ray E.Ramírez     | Fredy Ochoa     | Arturo Oporta    |
| 69 kg  | Eugenio Montero   | Abel Franco     | Joselio Mosquera |
| 76 kg  | Raul Cascaret     | Francisco Lora  | José Betancourt  |
| 85 kg  | Orlando Hernández | Julio Arce      | Ubaldo Rodríguez |
| 90 kg  | Emiliano Tamayo   | José Arias      | José Tovar       |
| 97 kg  | Roberto Limonta   | Javier Gil      | Juan García      |
| 130 kg | Rafael Gómez      | Juan Rodríguez  | Jorge Añez       |